# 220
Правління імператора Геліогабала в Римській імперії. У Китаї завершився період династії Хань і почався період трьох держав, найбільшою державою на території Індії є Кушанська імперія, у Персії доживає останні роки Парфянське царство.
На території лісостепової України Черняхівська культура. У Північному Причорномор'ї готи й сармати.

## Події
- Китай розділено на три держави: Вей на півночі, У на півдні й Шу на заході. Зникла Династія Хань.
- Римський імператор Геліогабал розводиться з Юлією Паулою і одружується з весталкою Аквілією Северою. За таке в Римі закопували живцем.
- У Парфії бунт. Ардашир І набуває підтримки.
- Офіційною релігією династії Вей проголошено даосизм.
- Вторгнення готів у Малу Азію і на Балкани.

## Померли
- Цао Цао
- Хуан Чжун